# Либерална партия (Белгия)
Либералната партия (на френски: Parti libéral, на нидерландски: Liberale Partij) е лявоцентристка либерална политическа партия в Белгия, съществувала от 1846 до 1961 година.
Основана през 1846 година от Валтер Фрер-Орбан тя става първата организирана политическа партия в страната. През следващите десетилетия тя е една от двете основни партии, наред с консервативната Католическа партия, като нейни представители оглавяват правителството през 1847 – 1855, 1857 – 1870 и 1878 – 1884 година. С въвеждането на всеобщо избирателно право, а след това и с развитието на социалистическото движение губи доминиращата си позиция в политическия живот. През 1961 година партията е реорганизирана в новата Партия на свободата и прогреса, която от своя страна през 1971 година се разделя на фламандска и френскоезична партия.